# Manuel Estrada Pérez
Manuel Estrada Pérez (Madrid, 1953) es un diseñador gráfico español.

## Biografía
Manuel Estrada comenzó los estudios de arquitectura mientras trabajaba en el estudio del arquitecto Román Marlasca. A principios de los años ochenta creó, junto a otras cinco personas, el colectivo gráfico Sidecar y abandonó los estudios de arquitectura. Durante varios años compatibilizó la gráfica publicitaria, trabajando para algunas de las agencias españolas más importantes, con el packaging, los carteles de cine y el diseño de publicaciones.
En 1989 Manuel Estrada abrió su propio estudio, volcado de lleno en el diseño gráfico de logos, cubiertas de libros, revistas y carteles. Poco a poco, su actividad fue extendiéndose a todas las actividades relacionadas con la gráfica.
En la década de los noventa el Estudio comenzó a crecer hasta estar formado por el equipo de diez personas que lo componen en la actualidad y con el que realiza programas de identidad corporativa, colecciones de libros, proyectos editoriales, identidad visual para museos, gráfica de eventos así como proyectos de señalización y arquigrafía.

## Trabajos
Entre los proyectos de identidad corporativa realizados por Manuel Estrada, se pueden citar la imagen de la inmobiliaria Metrovacesa, la de Ahorro Corporación o la de la Sociedad Estatal para Exposiciones Internacionales, SEEI, entidad para la que también realizó la gráfica del Pabellón Español en la Exposición Internacional de Zaragoza de 2008. 
De sus trabajos de identidad visual, señalar el Museo del Traje, el Museo del Ejército o el Museo de Evolución Humana, para los cuales también ha desarrollado el diseño expositivo. 
Manuel ha realizado la Imagen de eventos como los Encuentros de Creadores de la SGAE, la del Premio Internacional Don Quijote para la promoción de la Lengua y Cultura española y la gráfica de la Sociedad Estatal para Exposiciones Internacionales “España Expone”.
Además es autor de los logos e identidad visual de la Organización de Estados Iberoamericanos y de las Cumbres Iberoamericanas; de editoriales como Aguilar o Marcial Pons; de empresas como Qualytel, Simple, la Universidad de Oviedo, la Universidad Internacional Menéndez Pelayo y Laureate Universities; así como de la Identidad Gráfica del Teatro de La Abadía.
En los últimos años, Manuel Estrada ha trabajado en la imagen de Repsol, diseñando  su nueva página web y publicaciones corporativas como la Memoria Anual o el Folleto de Prestigio, y en la publicación periódica más popular de la compañía, la Guía Repsol.
Para el Ministerio de Cultura de España, ha realizado la revista “Luces de Cultura” y el Programa de Sistematización de las Publicaciones. Además Manuel es director de arte de Spain Gourmetour desde hace 10 años, revista editada por ICEX para la promoción de la cultura gastronómica española en el exterior.
Desde 2004 trabaja con Carmencita, la marca más internacional de especias, para la cual está rediseñando su imagen y el packaging de todos sus productos.
En lo que respecta a gráfica editorial, Manuel Estrada es autor del diseño e ilustraciones de numerosas portadas de libros para editoriales como Marcial Pons, Alianza Editorial o Santillana, así como de buena parte de las colecciones editadas por el diario El País, los libros de la Biblioteca José Saramago de Alfaguara y la colección Espacio Abierto de Anaya, entre otros.

## Cursos y talleres
Manuel Estrada ha compatibilizado durante los últimos años su trabajo en el estudio con la enseñanza del diseño, dando numerosos cursos y talleres. Durante nueve años ha dirigido un Máster de diseño editorial en el Istituto Europeo di Design en Madrid, institución de cuyo Comité Científico forma parte y en la que ha dirigido los proyectos fin de carrera de Gráfica durante varios años. Ha dado conferencias y dirigido workshop en diversas ciudades de todo el mundo como Milán, New York, Tokio, México DF, Lima, Pekín o Buenos Aires.

## DIMAD
Fundó la Fundación Diseñadores de Madrid, DIMAD, que gestiona la Central de Diseño de Matadero Madrid. Forma parte del Consejo Superior de Enseñanzas Artísticas y es presidente ejecutivo del comité asesor de la BID, Bienal Iberoamericana de Diseño. Es además, miembro de APIM, Asociación Profesional de Ilustradores de Madrid.

## Premios
- Premio Nacional de Diseño (2017)[5][6]
- Premio de la Asociación de Directores de Arte de Europa
- Premio AEPD (2014)[7]
- Premio LAUS (2014)
- Premio de la Asociación de Profesionales

## Publicaciones
- Black and White
- Libros, ruido y nueces
- El diseño no es una guinda
- Logo existo
- Más color para 2010

## Exposiciones
- Donde nacen las ideas. Cuadernos del Equilibrista (2010)
- Ciencia y sugerencia (2008)
- Tokyo Designer's Week (2007)
- Manuel Estrada (2007)
- 300%  Spanish Design
- Reinventando el calzado. IFEMA (2006)
- Listos para leer (2005)
- Diseñadores para un libro. Homenaje al Quijote (2005)
- Ciudad Perro (2004)
- El diseño no es una guinda. (2003)
- Manuel Estrada (2001)
- Pasión. Diseño español (2001)
- Signos del Siglo: Los lenguajes del diseño (2000)
- Spain Playtime. Fresh Air in Spanish Design (1998)
- Manuel Estrada.
- Nunca más (1996)